# Michael Finkel
Michael Finkel est un journaliste américain et auteur de plusieurs livres dont True Story: Le Meurtrier et le Journaliste et Le Dernier Ermite.
Le livre True Story: Le Meurtrier et le Journaliste, sorti en 2006 en France, raconte l'usurpation d'identité dont Finkel a été victime de la part de Christian Longo (en), condamné à mort pour avoir assassiné sa femme et ses trois enfants, et la relation qu'ils ont établie en prison. Le film True Story, sorti en 2015, est une adaptation de son livre.
En 2017, Finkel sort un autre livre intitulé Le Dernier Ermite, qui raconte l'histoire vraie de Christopher Thomas Knight, un homme ayant décidé de vivre en ermite dans une forêt pendant 27 ans.
En 2023, avec Le Voleur d'art, il traite de Stéphane Breitwieser.